# Pavel Barbaš
Pavel Barbaš (1903–1990) byl komunistický prokurátor, vedoucí II. oddělení Státní prokuratury Praha, spolupracovník Ludmily Brožové a Jaroslava Kremly.
Z pozice prokurátora vedl zejména procesy Státního soudu, například proces proti skupině Lampa Václav a spol., proces s velezrádci a špiony z Jilemnicka nebo proces Stříteský a spol. či proces Kolín, Weiland a spol. Poprvé se výrazně projevil[ujasnit] během soudního procesu s Maxem Rostockem, obžalovaným z účastí na vypálení Lidic. Charakteristické pro jeho styl práce bylo například zamítání předvolávání a výpovědí svědků pro nadbytečnost, agresivní přístup k obviněným a patetický slovní projev.

## Vyznamenání
- Vyznamenání Za zásluhy o výstavbu, č. matriky 2020, rok 1958
- Řád práce, č. matriky 2044, rok 1963[3]